# 安藤隆穂
安藤 隆穂 （あんどう たかほ、1949年10月8日 - ）は、日本の経済学者、名古屋大学名誉教授。専門は、社会思想史、経済学史。

## 人物・来歴
愛知県西加茂郡（現豊田市）出身。1973年名古屋大学法学部卒業、1979年同大学院経済学研究科後期博士課程単位取得、1989年「フランス啓蒙思想の展開」で経済学博士。1979年名古屋大学経済学部助手,83年講師,88年助教授,94年教授,2015年定年退任、名誉教授、中部大学教授。2020年退職。
2009年、フランスを中心とした自由主義思想の成立過程の研究で、日本学士院賞を受賞。水田洋ゼミ出身。

## 著書
- 『フランス啓蒙思想の展開』（1989年、名古屋大学出版会）
- 『フランス自由主義の成立-公共圏の思想史』（2007年、名古屋大学出版会）

### 共編著
- 『社会思想史への招待』水田洋・安川悦子共編（1991年、北樹出版）
- 『フランス革命と公共性』編（2003年、名古屋大学出版会）